# Adam Tadeusz Iwiński

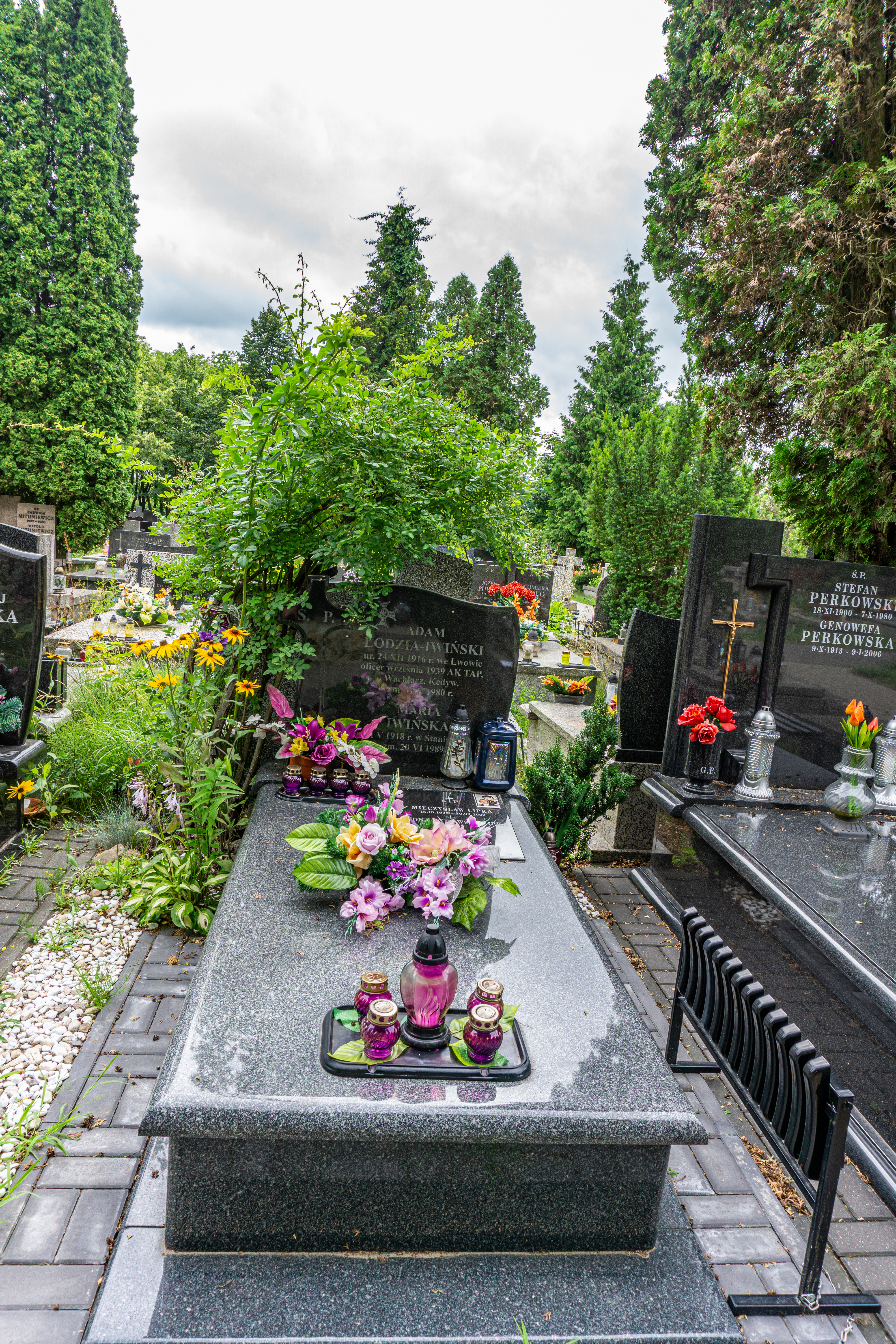
Grób Adama Tadeusza Iwińskiego na cmentarzu komunalnym Północnym w Warszawie

Adam Tadeusz Iwiński, ps. „Łodzia”, „Grzymała” (ur. 24 grudnia 1916 we Lwowie, zm. 11 października 1980 w Warszawie) – polski oficer, działacz na rzecz lotnictwa i spadochroniarstwa, rzeczoznawca.

## Życiorys
Urodził się 24 grudnia 1916 we Lwowie. Był synem Antoniego i Olgi, z d. Zofijewskiej. W 1936 ukończył Gimnazjum matematyczno-przyrodnicze im. Mikołaja Kopernika we Lwowie, w latach 1936–1937 był uczniem Szkoły Podchorążych Lotnictwa, w 1937 rozpoczął studia na Wydziale Prawa Uniwersytetu Jana Kazimierza we Lwowie.
Kształcił się w Aeroklubie Lwowskim. W 1934 ukończył szkolenie samolotowe, w 1936 szkolenie szybowcowe w Ustianowej, następnie kurs I i II stopnia. W 1938 wykonał swój pierwszy skok ze spadochronem z samolotu RWD-8.
Po wybuchu II wojny światowej brał udział w kampanii wrześniowej 1939. Następnie zaangażował się w działalność konspiracyjną. Był oficerem sztabu organizacji „Wachlarz” w ramach Tajnej Armii Polskiej, później Związku Walki Zbrojnej i Armii Krajowej. Pełnił funkcję zastępcy oficera broni oddziału IV A Komendy „Wachlarza”. Był także oficerem sztabu „Kedyw”. Używał pseudonimów „Łodzia”, „Grzymała”.
Jesienią 1944 zgłosił się do lotnictwa ludowego Wojska Polskiego, od listopada 1944 był w stopniu porucznika starszym wykładowcą i instruktorem służby spadochronowo-desantowej w Oficerskiej Zjednoczonej Szkole Lotniczej w Zamościu, od wiosny 1945 w Wojskowej Szkole Pilotów Dęblinie, gdzie krótko pełnił funkcję Szefa Służby Spadochronowo-Desantowej. Od jesieni 1945 do wiosny 1946 przeprowadził pierwszy kurs wojskowych instruktorów spadochronowo-desantowych. W 1946 został oddelegowany do Dowództwa Lotnictwa Wojska Polskiego, skąd w tym samym roku odszedł do Dyrekcji Naczelnej Ligi Lotniczej. Tam zajmował się stworzeniem organizacyjnych podstaw sportu spadochronowego, w 1948 przeprowadził pierwszy po II wojnie światowej kurs instruktorów tego sportu. Od 1948 do 1955 pracował poza lotnictwem, w latach 1948–1953 w Naczelnej Dyrekcji PDT, następnie w wytwórni spadochronów w Legionowie, ponownie w Dyrekcji PDT, w przemyśle młynarskim i drzewnym.
W latach 1957–1960 był kierownikiem Wydziału Spadochronowo-Balonowego Aeroklubu PRL, od 1961 pracował w Samodzielnym Wydziale Bezpieczeństwa i Higieny Lotów tamże, od 1971 kierownikiem tegoż Wydziału. Był także rzeczoznawcą Głównej Komisji Badań Wypadków Lotniczych. 31 marca 1974 przeszedł na emeryturę ze względu na pogarszający się stan zdrowia. Nadal jednak brał udział w pracach komisji specjalistycznych oraz udzielał się jako sędzia sportowy. Napisał dwa podręczniki spadochronowe: Spadochron i wyszkolenie spadochronowe (1953), Samodzielne szkolenie spadochronowe (1959) i przełożył na język polski trzy książki obcojęzyczne o tej tematyce oraz Kurs szkolenia lotniczego na UT-2. Ponadto pisał artykuły oraz był autorem scenariuszy filmowych.
Zmarł 11 października 1980 w Warszawie. Został pochowany na cmentarzu komunalnym Północnym w Warszawie. Był żonaty z Haliną z domu Adamską (urzędniczka bankowa), a ich synem był Andrzej Iwiński (1946-2020, żeglarz).

## Ordery i odznaczenia
- Krzyż Kawalerski Orderu Odrodzenia Polski[1]
- Krzyż Walecznych[1]
- Krzyż Partyzancki[1]
- Odznaka „Zasłużony Działacz Lotnictwa Sportowego” nr 263 (1969)[7]